# Proyecto de Ley de Reconocimiento de Género (Tailandia)
El Proyecto de Ley de Reconocimiento de Género es una propuesta de ley tailandesa que permite a las personas elegir su título de género y ofrece una opción de género neutral para quienes eligen no identificarse como hombres o mujeres.

## Trasfondo
Tras la aprobación de la histórica Ley de Igualdad Matrimonial, que entró en vigor en enero de 2025, grupos de la sociedad civil han instado al gobierno a aprobar el Proyecto de Ley de Reconocimiento de Género. Los matrimonios entre personas transgénero e intersexuales realizados bajo la Ley de Igualdad Matrimonial pueden incluir títulos de género que no coincidan con sus identidades de género.

## Historia legislativa
A principios de 2024, el entonces diputado del Partido Avanzar, Tunyawaj Kamolwongwat, propuso el proyecto de ley de reconocimiento de género. La ley se basó en una legislación similar aprobada en Malta y Argentina. El 21 de febrero de 2024, el primer borrador fue rechazado por la Cámara de Representantes por 257 votos a favor y 154 en contra, con una abstención y un voto no emitido.
A partir de enero de 2025, existen cuatro versiones del proyecto de ley, incluida una versión redactada por el Ministerio de Desarrollo Social y Seguridad Humana y tres propuestas por el Partido Popular, Intersex Tailandia y una organización de la sociedad civil.